# تصلیب عیسی
تصلیب عیسی به عنوان واقعیت مسلم تاریخی پذیرفته شده‌است. محتمل نیست مسیحیان اولیه برای رهبرشان مرگی دردناک جعل کرده باشند. این اتفاق در قرن اول میلادی در یهودیه—استانی از امپراتوری روم—به سال ۳۰ یا ۳۳ م رخ داده‌است. مصلوب شدن عیسی در هر چهار انجیل نوشته شده‌است. رسائل عهد جدید—که از اناجیل قدیمی‌تر هستند—نیز به آن اشاره کرده‌اند و منابع غیرمسیحی نزدیک به زمان زندگی عیسی به آن گواهی داده‌اند. دربارهٔ جزییات دقیق آن اجماعی میان پژوهشگران معاصر وجود ندارد.
عیسی، واعظ یهودی اهل جلیل، با موعظه دربارهٔ مسائلی چون نزدیکی آخرالزمان و آمدن پادشاهی خدا، فساد مقامات معبد دوم و مسیحا (منجی آخرالزمانی یهودیت) خواندن خود، برای خویش پیروان و نیز مخالفانی دست و پا کرد. این موضوعات باعث شد او در دادگاه سنهدرین محاکمه و به دلیل کفرگویی، اتهامی که مجازاتش مرگ بود، گناهکار شناخته شود. نهایتاً مقامات یهودی او را به رومیان تحویل دادند و ایشان نیز عیسی را به این دلیل که خود را «پادشاه یهود» اعلام کرده، به صلیب کشیدند. احتمالاً هدف رومیان از کشتن عیسی، حفظ صلح و ثبات امپراتوری روم بوده، چراکه مصلوب کردن یهودیان شورشی امری معمول در دهه‌های ملتهب منتهی به وقایع سال ۷۰ میلادی و نابودی اورشلیم بوده‌است.
مرگ مسیح بر بالای صلیب در تپه گلگتا از تعالیم مرکزی مسیحیت و کفارهٔ گناهان بشر محسوب می‌شود. بر اساس روایت این اناجیل خود عیسی نیز پیش از مرگش به مصلوب شدن خویش اشاره کرده‌است. در مواعظِ حواریون مسیح نیز این آموزه حضور فراگیری داراست. این اتفاق بخشی از مصائب مسیح است. بر اساس روایت عهد جدید، عیسی در روز سوم از مرگ برخاست و پس از چهل شبانه روز به سوی پدر صعود کرد.

## زمینهٔ تاریخی

### تصلیب
تصلیب نوعی مجازات در مدیترانهٔ شرقی بود که به به وسیلهٔ بستن یا به میخ کشیدن فرد به چوب میله یا صلیب انجام می‌شد. این عمل قرن‌ها قبل از رومیان سابقه داشت و توسط مردمان دیگری هم انجام می‌شد؛ هرودوت در تاریخ خود به انجام این رسم توسط ایرانیان اشاره کرده‌است. در منابع تاریخی آمده که اسکندر مقدونی هزاران نفر را به صلیب کشید. یوسف فلاوی روایت کرده که پادشاهی یهودی به نام الکساندر یانوس برای مجازات فریسیان که با دشمن خارجی همدست شده بودند، تعداد زیادی از ایشان را مصلوب کرد؛ او احتمالاً به همین دلیل در طومارهای دریای مرده «شیر خشم که مردان را زنده می‌آویخت» خطاب شده‌است. آشوریان و سکاها از دیگر مردمانی بودند که مجرمان را مصلوب می‌کردند.
در روم باستان، تصلیب بیش از هر گروهی برای مجازات بردگانی که مرتکب قتل می‌شدند یا شورش می‌کردند، به کار گرفته می‌شد و به همین دلیل، آن را «مجازات بردگان» (servile supplicium در لاتین) نام نهاده بودند. رومیان صلیب‌ها را در راه‌های پر رفت و آمد، بالای تپه‌ها و دروازه‌های شهرها قرار می‌دادند منابع رومی تأیید می‌کنند. که فرد محکوم معمولاً چوب صلیب را خودش حمل می‌کرد و نام و مجازاتش را بر روی نوشته‌ای از گردنش آویزان می‌کردند و نهایتاً بر روی صلیب قرار می‌دادند.

## تصلیب عیسی

### روایت مسیحی

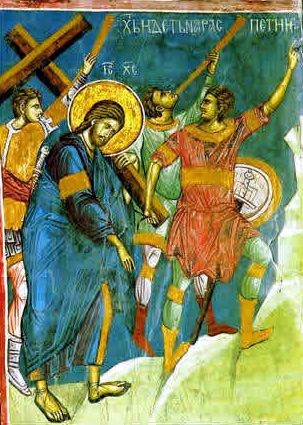
حمل صلیب، فرسکویی در صربستان، قرن چهاردهم میلادی

به صلیب کشیده شدن عیسی در عهد جدید با جزئیات زیاد بازگو شده‌است. علاوه بر چهار انجیل متعارف—که همگی مصلوب شدن عیسی را گزارش کرده‌اند—در کتاب اعمال رسولان و اشارت پراکنده در رسائل نیز به این واقعه اشاره شده‌است. انجیل پطرس—از اناجیل کاذبه—گهگاه به عنوان شاهدی دیگر بر تصلیب عیسی ذکر می‌شود، اما محققان اتفاق نظر دارند که این انجیل از یک یا دو انجیل عهد جدید به عنوان منبع خود استفاده کرده‌است.
مطابق روایت عهد جدید، عیسی را بعد از محاکمه توسط رومیان و یهودیان، درحالی‌که صلیب خود را حمل می‌کرد به گلگتا بردند؛ مسیری که طی کردند را به صورت سنتی راه اندوه می‌نامند. به گفتهٔ سه انجیل هم‌نوا، رومیان شخصی به نام شمعون قیروانی را مجبور کردند در حمل صلیب عیسی را یاری کند. در لوقا، عیسی به زنانی که به دنبالش می‌آمدند و گریه می‌کردند می‌گوید «برای من گریه نکنید، بلکه به خاطر خود و فرزندانتان اشک بریزید.» در گلگتا، به او شرابی مخلوط با مُرِّ مکی یا حنظل دادند تا درد را احساس نکند، اما او در متی و مرقس، این پیشنهاد را رد می‌کند.
بعد از آن، سربازان رومی عیسی را بر صلیب کشیدند و لباس‌هایش را غارت کردند. در بالای سر عیسی بر روی صلیب نوشته شده بود: «عیسای ناصری، پادشاه یهود.» سربازها و رهگذران او را به خاطر آن نوشته مسخره می‌کردند. همزمان با عیسی، دو دزد را هم مصلوب کردند. در متی و مرقس، آن دزدها نیز به تمسخر عیسی دست زدند. در لوقا، یکی از آن دزدها عیسی را سرزنش می‌کند که اگر مسیح هستی، خودت و ما را نجات بده، اما دیگری از عیسی دفاع می‌کند. عیسی به دومی می‌گوید: «امروز با من در بهشت خواهی بود.» در یوحنا، مریم مادر عیسی و «آن شاگردی که عیسی دوستش می‌داشت» هم در زمان تصلیب خود را به آنجا رساندند. عیسی از شاگرد موردعلاقهٔ خود می‌خواهد که از مادرش مراقبت کند.
سربازان رومی به جهت آن‌که مرگ را تسریع کنند، پاهای آن دو دزد را شکستند اما با عیسی چنین نکردند، چون زمانی که به او رسیدند، دیدند مرده‌است. در یوحنا، یکی از سربازان نیزه‌ای به پهلوی عیسی فرومی‌کند که از آن خون و آب فواره می‌زند. در روایات هم‌نوا زمانی که عیسی می‌میرد، پردهٔ معبد به دو نیم پاره می‌شود. در متی، زلزله‌ای باعث گشوده شدن قبرها می‌شود. در مرقس و متی، فرماندهٔ سربازان رومی که از این اتفاقات وحشت‌زده شده بود، می‌گوید: «به راستی او پسر خدا بود.»
در همان روز، یوسف الرامی با اجازهٔ پیلاطس و کمک نیقودیموس، جنازهٔ عیسی را از صلیب پایین می‌آورد، «به رسم تدفین یهودی با عطریات در کفن می‌پیچد» و در مقبرهٔ می‌دهد. در متی، کاهنان اعظم یهودی به نزد پیلاطس می‌روند و از او می‌خواهند نگهبانانی تا روز سوم برای قبر بگمارد. پیلاطس پاسخ می‌دهد «چنان‌که صلاح می‌دانید از آن قبر حفاظت کنید.» آنان نیز قبر را مهروموم کرده و نگهبانی برای آن گذاشتند.
در دهه‌های اخیر، پژوهشگران اتفاق نظر داشته‌اند که داستان مصلوب شدن و رنج‌های عیسی در اناجیل بر پایه روایت (های) قدیمی‌تری استوار هستند که گسترش پیدا کرده‌اند تا به شکل فعلی رسیده‌اند. تمرکز بیشتر تحقیقات بر شباهت‌ها میان انجیل مرقس—قدیمی‌ترین انجیل که از منابع متی و لوقا بوده—با انجیل یوحنا بوده‌است. نتیجه گرفته شده که این روایات پیش از مرقس وجود داشته‌اند یا اینکه لوقا با ترکیب مرقس و یک منبع دیگر روایت خودش (باب‌های ۲۲–۲۳) را نوشته‌است. با این حال، زمان شکل‌گیری روایت انجیلی اما گاه تا قبل از سال ۴۰ میلادی هم آن را عقب برده‌اند. توافقی وجود ندارد که انگیزهٔ مسیحیان گسترش روایت رنج‌ها و مرگ عیسی چه بوده، اما گفته می‌شود پیروان عیسی اولیهٔ عیسی نیاز داشتند واقعیتی بدیهی را بپذیرند: همو که مسیحا اعلام شده بود و می پرستیدندش، همانی بود که بر روی صلیب مرد.
البته در عهد جدید، قدیمی‌ترین اشارات به تصلیب از رسائل پولس هستند؛ پولس اساساً «مسیح مصلوب» را تجسم انجیل می‌یافت و «کلمهٔ صلیب» را جوهرهٔ آن. در میان رسائل پولس، اول قرنتیان ‎۱۵:۳–۵ نخستین اشارهٔ او محسوب می‌شود: «به شما سپردم، آنچه را که یافتم، که مسیح… در راه گناهان ما مرد.» همین اشارات پولس— «سپردم»، «یافتم» —خود نشان از وجود مطالب قدیمی‌تر است. پولس تنها کسی نیست که نقشی محوری برای تصلیب عیسی قائل است؛ در عبرانیان، اول پطرس و مکاشفهٔ یوحنا هم چنین است. در گفتگوهای کتاب اعمال، گوینده و مخاطبان او به خوبی از مصلوب شدن عیسی آگاه هستند.
اشارات زیر از عهد جدید در مقایسه و ارتباط با فرمان تورات (تثنیه ‎۲۱:۲۲–۲۳) قابل توجه هستند. اشارات مکرر به دار (ξύλον) به جای صلیب (σταυρός) می‌تواند در بررسی ادراک مسیحیان اولیه از مرگ عیسی مهم باشد. در واقع، وقتی تورات می‌گوید بر دار شدگان ملعونند، انتظار می‌رفت که مسیحیان این شرم را از عیسی بشویند، اما در عوض به نظر می‌رسد که این مسئله را—در معنایی متفاوت—در خدمت عقاید خود گرفته‌اند.
| تورات، سِفر تثنیه، باب ۲۱ ۲۲: و گر کسی باید به سبب گناهی کشته شود، او را بر دار کشید، ۲۳: بدن او در شب بر دار نماند. او را همان روز دفن کنید، که ملعون خدا باد، آنکه بر دار شود. | اعمال ۵:۳۰: خدای پدران ما، عیسی را برخیزانید که شما بر دار کشیده، کشتیدش. غلاطیان ۳:۱۳: مسیح، ما را از لعنت شریعت رها کرد چونکه خود لعنتی برای ما شد، چنان‌که مکتوب است «ملعون باد آنکه بر دار شود.» اول پطرس ۲:۲۴: که او خود گناهان ما را در بدن خویش بر دار متحمل شد… |

### رومی و یهودی
یوسف فلاوی، مورخ یهودی، در قرن اول میلادی در بند ‎۱۸:۶۳–۶۴ در تاریخ باستان یهودیان به تصلیب عیسی اشاره کرده‌است. لیکن در نسخهٔ فعلی اثر او، به مسائلی مثل سرشت الهی یا انسانی عیسی هم پرداخته شده که ممکن است الحاقات متاخر مسیحی باشند. ولی اگر اضافات مسیحی حذف شوند، متن او را می‌توان حتی در ضدیت با عیسی یافت؛ مثلاً ἐπάγομαι در یونانی می‌تواند به معنای «[عده‌ای را] گمراه کرد» هم باشد. روایت یوسف چنین است:
در این زمان عیسی ظهور کرد، مرد خردمندی که معجزه می‌کرد و معلم مردمانی بود که مشتاقانه حقیقت را می‌پذیرفتند (یعنی ساده لوح بودند). او میان یهودیان و یونانیان طرفدارانی جمع کرد (یعنی گمراه کرد). وقتی پیلاطس به دلیل اتهاماتی که رهبران ما به او زدند، به صلیب محکومش کرد، دوستدارانش از مهر او نبریدند. تا همین روز، مسیحیان [که نام خود از او دارند] باقی مانده‌اند.— یوسف فلاوی، مورخ یهودی.
تاسیتوس، مورخ رومی، در آغاز قرن دوم به عیسی و اعدام او اشاره کرده‌است. تاسیتوس در توصیف آزار مسیحیان توسط نرون می‌گوید:
هیچ‌یک از تَسَلیات انسانی، هیچ‌یک از هدایای امپراتور، و نه هیچ قربانی که می‌شد به خدایان تقدیم کرد، نتوانست نرون را از رنج رسوایی ناشی از شایعه دخالت او در آتش‌سوزی ویرانگر رم تسلی دهد. از این رو، برای سرکوب این شایعه، نرون به دروغ افرادی را متهم کرد، که مسیحی خوانده می‌شدند و به خاطر خطاهای هولناکشان مورد نفرت بودند و ایشان را با بدیع‌ترین شکنجه‌ها مجازات کرد. کریستوس (مسیح)، که نام آن‌ها (مسیحیان) از او می‌آید، توسط پونتیوس پیلاطُس، یکی از فرمانداران ما، در دورهٔ حکومت تیبریوس اعدام شده بود. اما این خرافهٔ مرگبار که برای مدتی سرکوب شده بود، بار دیگر اشاعه یافت، نه تنها در یهودیه محل آغاز این بدعت، بلکه در شهر رم نیز.— تاسیتوس، مورخ رومی.
نقاشی گرافیتی از آغاز قرن دوم میلادی وجود دارد که بر روی آن، تصویر مرد جوانی درحال عبادت به درگاه انسان مصلوبی با سر الاغ دیده می‌شود. زیر آن به خط یونانی به تمسخر نوشته شده: «الکسامنوس خدایش را می‌پرستد.» این را می‌توان اولین تصویرسازی از تصلیب عیسی محسوب کرد. لوسیان شمش شادی (متولد حدود ۱۲۰ میلادی) در توصیف فردی که مسیحی شد اما نهایتاً عقاید آنان را رد کرد، از مردی می‌گوید که «در فلسطین مصلوب شد، چراکه این فرقهٔ جدید را به دنیا معرفی کرد.»

## کیفیت تصلیب عیسی
اما اینکه عیسی را چگونه مصلوب کردند، خود موضوعی مبهم‌تر است. در واقع منابع باستانی اینگونه جزئیات خونبار را شرح نمی‌دادند؛ سیسرون، سیاستمدار رومی، دربارهٔ اعمال خشونت‌آمیز نوشته: «سزاوار رومیان و انسان‌های آزاد نیست که به چنین مسائلی اشاره کنند.» حتی انجیل‌ها هم توضیحی نداده‌اند و فقط نوشته‌اند: «مصلوبش کردند.» البته در خارج از انجیل‌ها اطلاعاتی از چگونگی عمل تصلیب توسط رومیان موجود است. یوسف فلاوی می‌گوید در زمان محاصرهٔ اورشلیم، رومیان چون مملو از خشم و نفرت بودند، خود را با به میخ کشیدن زندانیان در نقاط مختلف بدن سرگرم می‌کردند. گاه مجرمان را با طناب به صلیب می‌بستند تا همان‌جا بمیرند. ولی در عهد جدید اشارات زیادی، مثل ۲۰:۲۵ در یوحنا، وجود دارد که مشخص می‌کند برای کشتن عیسی از میخ استفاده کردند.
باستان‌شناسان تا به امروز فقط جسد یک فرد مصلوب شده را یافته‌اند. به عقیدهٔ جوئل گرین، این موضوع از آن سبب است که مصلوب‌شدگان به عنوان نشانهٔ عبرت بر روی صلیب می‌ماندند تا طعمهٔ پرندگان شوند. آن فردی که جسدش در سال ۱۹۶۸ میلادی پیدا شده بود را با طناب بسته بودند و میخی را از پاشنهٔ یک پا وارد و از پای دیگر خارج کرده بودند. گاه قربانی را شلاق هم می‌زدند. این مرد یهوحانان بن هگکول نام داشته و احتمالاً حدود سال ۷۰ میلادی، در زمان شورش یهودیان علیه رومیان، مصلوب شده‌است. تجزیه و تحلیل‌ها در مرکز درمانی هداسا نشان داد که او در اواخر دههٔ سوم زندگی‌اش بوده‌است. نحوهٔ مصلوب شدن یهوحانان با توصیفات اناجیل از تصلیب عیسی همخوانی دارد.
به گفتهٔ کوئنتیلی، نویسندهٔ رومی قرن اول، «هر زمان که گنهکاری را مصلوب می‌کنیم، شلوغ‌ترین خیابان را برمی‌گزینیم تا بیشترین مردمان او را ببینند و از ترس تأمل کنند.» فرد باید برای ایجاد بیشترین ترس تا جای ممکن بر روی صلیب زنده می‌ماند. البته رومیان این شیوهٔ اعدام را برای تحمیل بیشترین زجر انتخاب نکرده بودند، بلکه—همان‌طور که در توصیفات سنیکا، نویسندهٔ رومی؛ و اسفار مکابیان پیداست—هدف آن بود که مجرم به مرگی حقیرانه بمیرد. خودِ روایات انجیل‌ها نیز آشکار می‌کنند که با عیسی هم چنین رفتاری کردند: بر روی او تف می‌کنند، به سر و صورتش می‌زنند، تمسخر و توهین می‌کنند و حتی نزدیک‌ترین دوستانش تنهایش می‌گذارند.
در روایات انجیل‌ها، تقصیرنامه‌ای (titulus در لاتین) بر روی صلیب عیسی قرار می‌دهند که بر روی آن نوشته بودند: «عیسی ناصری، پادشاه یهود.» تردیدهایی وجود دارد که واقعاً این را بر روی صلیب گذاشته باشند، ولی محققان اتفاق نظر دارند که رومیان عیسی را با همین اتهام اعدام کردند. این اتهامی است که مشخصا از دیدگاه رومی وارد شده و هرود بزرگ هم در نوشته‌های یوسف فلاوی «پادشاه یهود» لقب دارد. رومی‌ها عیسی را به عنوان هشداری به یهودیان اعدام کردند، چراکه در این دوره شورش و درگیری‌های نظامی مشخصهٔ روابط یهودیان و روم بوده، تا اینکه امپراتوری روم نهایتاً یهودیه را نابود کرد.

## انگیزهٔ مصلوب کردن او

### انگیزهٔ رومی‌ها

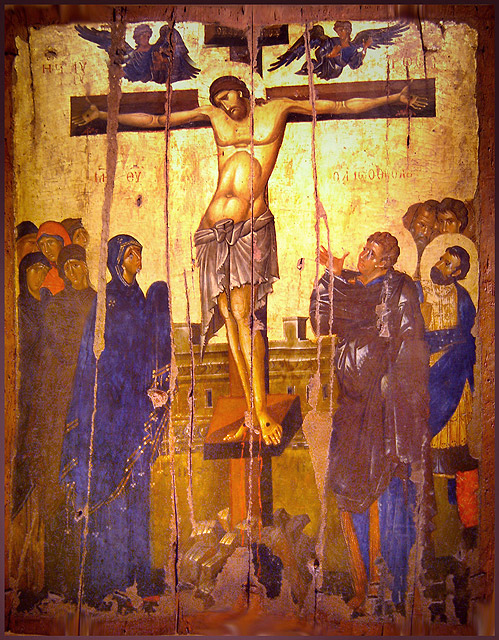
تصلیب در هنر بیزانسی. کلیسایی ارتدکس در آتن

هاروی در کتاب عیسی و حدود تاریخ می‌نویسد «رومیان عیسی را کشتند چون او را خطری واقعی یا احتمالی می‌یافتند اما مطالب موجود در عهد جدید چنین تصویری از این واقعه نشان نداده‌اند.» تعداد زیادی از یهودیان در سال‌های ملتهب منتهی به وقایع سال ۷۰ میلادی و نابودی اورشلیم، توسط رومی‌ها مصلوب شدند. عیسی تنها یکی از این یهودیان بود. این که رومیان مسئول اعدام عیسی بودند، از آنجا مشخص است که اگر سنهدرین عیسی را به مرگ محکوم کرده بود، می‌بایست او را سنگسار می‌کردند یا با قطع گردن می کشتندش. علاوه بر آن، تنها رومیان حق اعدام در یهودیه را داشتند. انجیل یوحنا (۱۸:۳۱) که از قول سنهدرین می‌گوید «ما نمی‌توانیم کسی را اعدام کنیم»، در واقع موضوعی تاریخی را روایت کرده‌است.
مهم‌ترین خطری که می‌توانسته از جانب عیسی رومیان را تهدید کند، محبوبیت او میان مردم یهودیه و تأثیر این موضوع بر صلح و ثبات امپراتوری بود. در لوقا، از قول رهبران یهودی به پیلاطس گفته شده که «عیسی قوم را با تعلیم در تمام یهودیه، می‌شوراند.» در توصیفات اناجیل، مردمان بسیاری عیسی را در جریان فعالیت‌هایش مانند ورود پیروزمندانه به اورشلیم همراهی می‌کنند. البته تعلیمات عیسی حتی پیش از این اتفاقات—و اینکه اصلاً رومیان او را شناسایی کنند—از اساس در مغایرت با خواسته‌های آن‌ها بود؛ مثلاً در لوقا (۲۳:۲) مخالفان عیسی او را چنین توصیف می‌کنند: «این مرد را گمراه کنندهٔ قوم یافتیم، چه او ما را از پرداخت مالیات به قیصر منع می‌نماید و می‌گوید که خود مسیحا و پادشاه است.» در اعمال رسولان (۱۷:۷) آمده «اینان همه برخلاف احکام قیصر عمل می‌کنند و می‌گویند که پادشاه دیگری باید، یعنی عیسی.»

### انگیزهٔ یهودیان

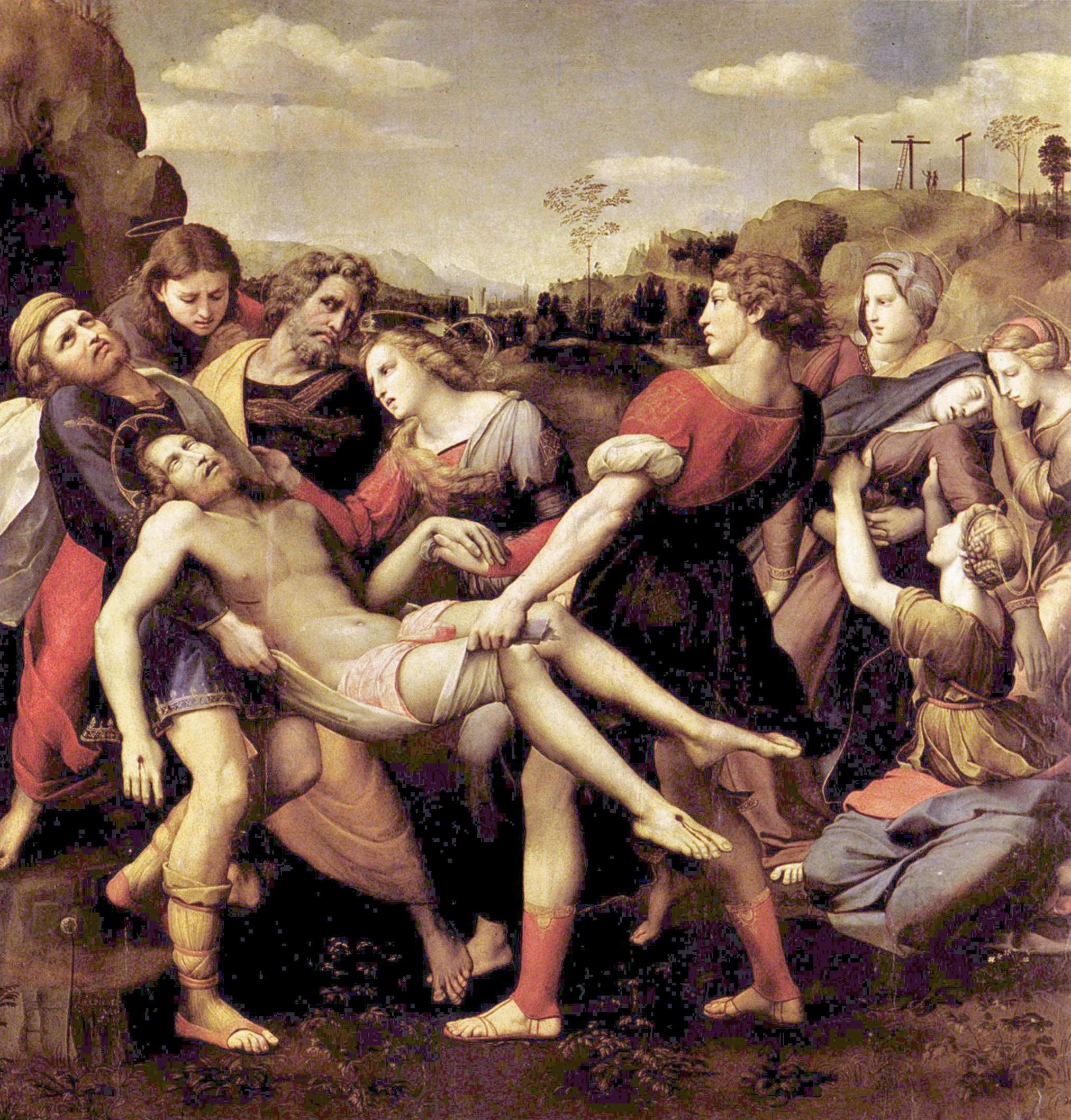
فرود از صلیب، رافائل، ۱۵۰۷

رهبران یهودی به چند انگیزهٔ مختلف ممکن بود به مخالفت با عیسی برخیزند. مطابق روایت یوحنا (‎۱۱:۴۷–۵۳) یهودیان بیم آن داشتند که در صورت ادامهٔ فعالیت‌های عیسی، رومیان قوم و معبد را نابود کنند. از سویی، کفرگویی در یهودیت مجازات مرگ داشت و مرقس و متی هر دو گفته‌اند که عیسی در دادگاه یهودی از این بابت محکوم شد. سندرز معتقد است روایت اناجیل از اتهام کفرگویی به عیسی جعلی است، ولی دارل باک می‌گوید هر عمل یا سخنی علیه معبد می‌توانسته در دورهٔ یهودیت معبد دوم به به عنوان کفرگویی تلقی شود و گفتهٔ عیسی مبنی بر اینکه «و پسر انسان را خواهید دید که برطرف راست قوّت نشسته، در ابرهای آسمان می‌آید.» (متی ۲۶:۶۴؛ مرقس ۱۴:۶۲؛ لوقا ۲۲:۶۹) ادعایی مبنی بر ورود به حریم خدا بوده و واقعاً کفرآمیز محسوب می‌شده‌است.
به گفتهٔ گراهام سانتون و آگوست ستروبل، عیسی را به این جهت که مردم را گمراه می‌کرده، کشته می‌خواستند. در باب ۲۳ لوقا برای شکایت از عیسی گفته می‌شود که او مردم ما را گمراه می‌کند. منظور از «گمراه کردن» (διαστρέφω) بر اساس توصیفات ابواب ۱۳ و ۱۷ در تثنیه در تورات—که به موضوع انبیای دروغین می‌پردازند—است و آنجا هم از همین فعل استفاده شده و حکم به کشتن این انبیاء داده شده‌است. حتی در نوشته‌های ربانی یهودی اعصار بعد، عیسی جادوگری توصیف شده که اسرائیل را گمراه کرد (همچنین بنگرید به #روایت یوسف فلاوی در همین مقاله). ژوستین شهید، نویسندهٔ مسیحی، در میانه‌های قرن دوم میلادی می‌نویسد اگرچه معجزات عیسی باید باعث می‌شد او را به عنوان مسیحای یهودی بپذیرند، اما در عوض «به خویش جرئت دادند بگویند او جادوگری است که قوم را گمراه می‌کند.»
با این حال، تایسن و مرتز با این توصیف موافق نیستند. به عقیدهٔ آن‌ها، اتهام گمراه کردن مردم در قدیمی‌ترین مدارک—انجیل مرقس—غایب است. معقول‌تر است فرض شود وقتی مسیحیت از یهودیت به‌طور کامل جدا شده بوده، عیسی را گمراه کنندهٔ این فرقه می‌دانستند که پیروانش را از تورات دور کرد. ولی جوئل گرین می‌گوید در مرقس (۱۴:۶۵) عیسی را چون نبی‌ای دروغین مسخره می‌کنند.
آنچه سرانجام باعث شده رهبران یهودی خواستار دستگیری و مرگ عیسی شوند، احتمالاً ورود او به اورشلیم و اعمال پیامبرگونه‌اش در معبد (بنگرید به عیسی#فعالیت‌ها در اورشلیم) بوده‌است. در روایت متی و مرقس، در دادگاه عیسی مقابل سنهدرین گفته می‌شود عیسی وعده داده که معبد را نابود کند و آن را با دست‌های فوق بشری از نو بسازد. بازسازی معبد یکی از اعمالی است که مسیحای یهودی در آخرالزمان و زمان از نو برپا شدن اسرائیل انجام می‌دهد. این موضوع، گواهی بر بعد سیاسی جنبش عیسی است. شاید کارهای او در معبد به خودی خود اهمیت زیادی نمی‌داشتند، اما وقتی از دیدگاهی آخرالزمانی بدان نگریسته شود (بنگرید به عیسی#باورهای آخرالزمانی)، خطری که در آن پنهان است مشخص می‌شود.
البته باید در نظر داشت که این مسائل، منازعه‌ای «بین عیسی و یهودیت» نبوده، بلکه «اختلافات درونی یهودیت» بوده‌است. وقتی سیاست و دین با یکدیگر درهم آمیخته شده بودند، این مسئله پیش آمده که «چه کسی از جانب خدا سخن می‌گوید؟» چون پیام عیسی حاکمیت سیاسی معبد اورشلیم را در تمامیتش نفی می‌کرده، ایشان به مقابله با او برخاسته‌اند. اینجا بوده که منافع حاکمیت معبد و امپراتوری روم در هم تنیده شدند—پیتر اشتوهلماخر موضوع را اینطور جمع‌بندی می‌کند: «عیسی باید می‌مرد، چراکه دشمنان زیادی برای خود ایجاد کرده بود.»

## از نگاه تاریخی

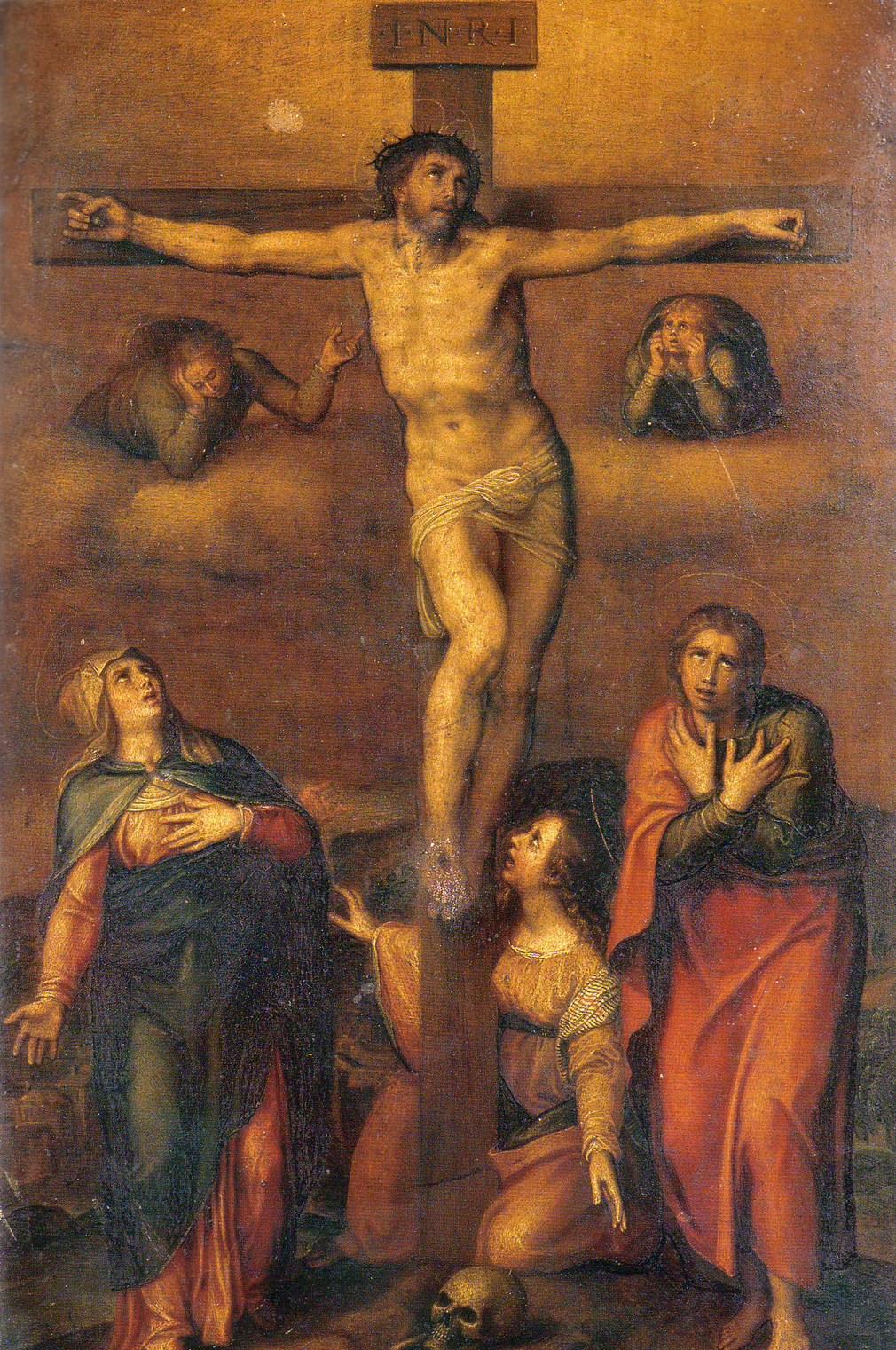
تصلیب مسیح از میکل آنژ، ۱۵۴۰

غسل تعمید و تصلیب عیسی دو واقعهٔ تاریخی قطعی در مورد زندگی او محسوب می‌شوند. جیمز دان می‌گوید این «دربارهٔ صحت دو واقعه در زندگی عیسی اجماع تقریباً همگانی وجود دارد» و «در فهرست وقایع تاریخی که تردید در آنها تقریباً غیرممکن است، رتبهٔ بسیار بالایی کسب می‌کنند»، به گونه‌ای که این دو واقعه اغلب نقطهٔ شروع مطالعهٔ عیسای تاریخی هستند. برت ایرمان می‌گوید مصلوب‌شدن عیسی به دستور پونتیوس پیلاطس قطعی‌ترین حقیقتی است که دربارهٔ زندگانی عیسی وجود دارد. جان دامینیک کراسان معتقد است تصلیب عیسی به اندازهٔ هر واقعهٔ تاریخی قطعی دیگری، اثبات‌شده‌است. پائول ادی و گریگوری بوید می‌گویند در حال حاضر توافق محکمی وجود دارد که منابع غیرمسیحی وقت هم تاییدکنندهٔ تصلیب عیسی هستند.
جان پی. مایر می‌گوید محتمل نیست مسیحیان برای رهبرشان مرگی دردناک جعل کرده باشند و این با ملاک خجلت در پژوهش‌های تاریخی—پیروان ادیان مطلبی که به ضررشان باشد جعل نمی‌کنند، پس چنین مطالبی باید صحیح باشند—مطابقت دارد. چند معیار دیگر مانند ملاک تصدیق چندگانه (تأیید توسط بیش از یک منبع) و ملاک انسجام (تناسب با دیگر وقایع تاریخی) به تأیید مصلوب شدن عیسی به عنوان یک رویداد تاریخی کمک می‌کنند.
علیرغم اتفاق نظر دانشوران بر تاریخی بودن مصلوب شدن عیسی، در مورد دلیل و بافت آن اجماعی وجود ندارد. برای مثال، هم ای.پی. سندرز و هم پائولا فردریکسن تاریخی بودن مصلوب شدن را می‌پذیرند اما معتقدند عیسی مصلوب خویش را پیشگویی نکرده و این پیش‌گویی ابداع کلیساست.

## جنبهٔ پزشکی
در سال ۲۰۰۶ میلادی متیو مسلن و پیرز میچل با بررسی بیش از ۴۰ مقاله در این باره نظریه‌هایی از جمله پارگی قلبی تا آمبولی ریه را برشمرده‌اند.
در سال ۱۸۴۷ برپایه‌گذارش انجیل یوحنا ۱۹:۳۴ در بیرون آمدن خون و آب پس از آنکه پهلوی عیسی با نیزه سوراخ شده، پزشکی به نام ویلیام استرود نظریه پارگی قلبی را دلیل مرگ عیسی دانست.

## دیدگاه‌های دینی

### اسلام

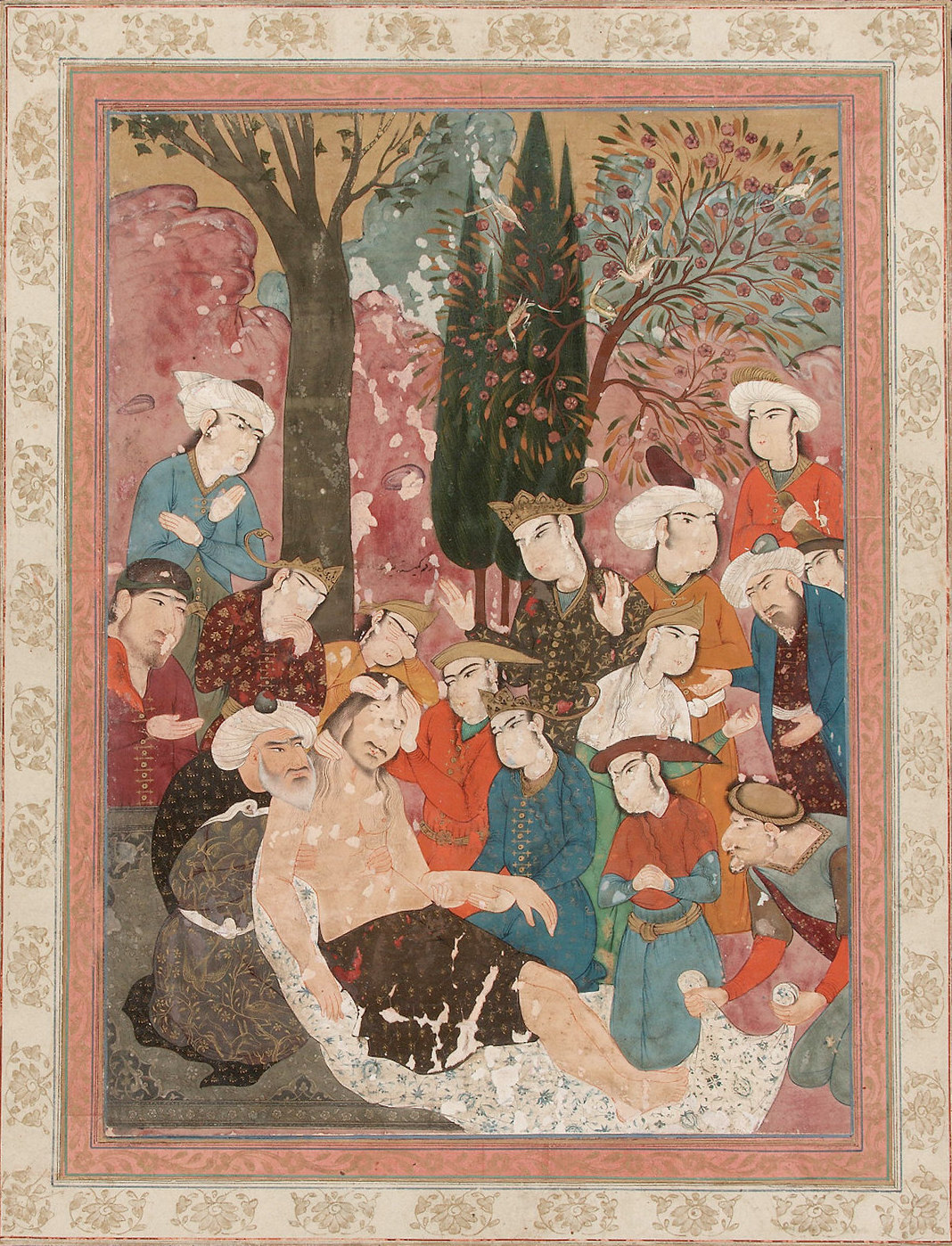
مرثیه بر جنازهٔ عیسی مسیح اثری از رضا عباسی

قرآن یهودیان را خطاب قرار می‌دهد و می‌گوید «[یهودیان بر آنند] که ما مسیح، عیسی بن مریم، پیامبر خدا را کشتیم و حال آنکه آنان او را نکشتند و مصلوبش نکردند؛ لیکن امر بر آنان مشتبه شد و کسانی که دربارهٔ او اختلاف کردند قطعاً در مورد آن دچار شک شده‌اند و هیچ علمی بدان ندارند جز آنکه از گمان پیروی می‌کنند و یقیناً او را نکشتند.» [نساء ۱۵۷] مفسران سنتی شیعه و سنی در این باره گفته‌اند که خدا عیسی را زنده به بهشت برد و کسی را ظاهراً شکل او کرد تا توسط یهودیان مصلوب شود. اینان در دفاع از تفسیر خودشان، حدیثی را یاد می‌کنند مبنی بر اینکه عیسی قبل از مرگش روزی به زمین بازخواهد گشت تا مسیح‌الدجال را بکشد. برخی مسلمانان تلاش کرده‌اند روایتی زمینی‌تر ارائه کنند، مثلاً مقامات یهودی که نتوانستند عیسی را دستگیر کنند، عامدانه کسی را به جای او به صلیب کشیدند.
متنی مسیحی به نام «مکاشفهٔ پطرس» حاوی روایتی مشابه است؛ لذا محتملا مفسران اسلامی منظور قرآن را درست فهمیده‌اند. از سویی، مفسران مسیحی از دیرباز معتقد بودند قرآن تصلیب عیسی را منکر نشده و فقط می‌گوید یهودیان او را مصلوب نکرده‌اند، بلکه مثل روایت اناجیل، رومیان مسئول آن بوده‌اند. آن‌ها به آیهٔ ۵۵—که به‌طور ضمنی مرگ عیسی را به عنوان اتفاقی در گذشته معرفی می‌کند—و آیهٔ ۱۶۹—که می‌گوید شهیدان اسلام زنده هستند—از سورهٔ آل عمران استناد می‌کردند. اخوان الصفا، جمعیت مخفی فلسفی و عرفانی اسلامی قرن چهارم هجری، این تفسیر را پذیرفته بودند و اعتقاد داشتند جسم عیسی مصلوب شد، ولی روحش زنده به آسمان رفت.